# Scarlet Diva
Pour plus de détails, voir Fiche technique et Distribution.
Scarlet Diva est un film italien écrit, réalisé et interprété par Asia Argento et sorti en 2000.
Il s'agit d'un film semi-autobiographique sur la vie de l'actrice et réalisatrice italienne Asia Argento.

## Synopsis
Anna Battista, une célèbre actrice érotique italienne souffrant de dépression, tente de développer son côté créatif en devenant réalisatrice de cinéma, mais ses tentatives sont entravées par ses propres désirs et l'indifférence de son entourage. À la recherche de producteurs, elle est presque violée plusieurs fois par ces derniers et s'enfonce de plus en plus dans un cercle vicieux de drogues, de sexe, de rêves éveillés et de dépression. Tout change lorsqu'elle tombe amoureuse de la vedette du rock and roll australienne Kirk Vaines et passe une nuit d'amour avec lui. Il doit ensuite retourner en Australie, mais avoue auparavant son amour à Anna. Peu après, Anna apprend qu'elle est enceinte. Ne sachant pas comment gérer cette situation, elle se réfugie à nouveau dans son monde de fêtes et de drogues, avant de se décider pour l'enfant et un avenir heureux avec Kirk. Anna, enceinte de sept mois, tente d'annoncer la nouvelle à Kirk après l'un de ses concerts, mais elle se voit refuser l'entrée par la sécurité, car Kirk est avec sa propre famille pendant cette tournée. Complètement choquée et désabusée, Anna erre sans but dans la région et finit par s'effondrer dans un escalier.

## Fiche technique
- Titre : Scarlet Diva
- Réalisateur : Asia Argento
- Scénario : Asia Argento
- Photographie : Frederic Fasano
- Montage : Scott Marchfeld, Kahlid Mills, Anna Rosa Napoli (it)
- Musique : John Hughes
- Effets spéciaux : Sergio Stivaletti
- Décors : Alessandro Rosa
- Costumes : Susy Mattolini
- Société de production : Opera Film
- Pays de production :  Italie
- Langue originale : italien
- Format : couleur - 1,85:1 - Son Dolby Digital - 35 mm
- Genre : Biographie, drame
- Durée : 91 minutes
- Dates de sortie : 
  - Italie : 26 mai 2000
  - France : 24 janvier 2001

## Distribution
- Asia Argento : Anna Battista
  - Gloria Pirrocco : Anne jeune
- Vera Gemma : Veronica Lanza
- Jean Shepard : Kirk Vaines
- Herbert Fritsch (de) : Aaron Ulrich
- Daria Nicolodi : la mère d'Anna
- Fabio Camilli (it) : Pierre
- Peppe Lanzetta : Bruno
- Francesca D'Aloja : Margherita
- Leo Gullotta : Docteur Vessi
- Paolo Bonacelli : Benito, le journaliste suisse
- David D'Ingeo (it) : Adam
- Selen : Quelou
- Schoolly D : Hash-Man

## Production
Scarlet Diva a été entièrement tourné en vidéo numérique, ce qui en fait l'un des premiers longs métrages réalisés avec cette technologie.
Bien que la pénétration ne soit pas frontalement montrée, Asia Argento a révélé que les scènes érotiques allaient bien au-delà de la comédie. « C'est vrai, les scènes de sexe sont réelles. Mais je n'étais pas intéressée par la pénétration. Ce qui m'intéressait, c'était de montrer ce que le sexe réel faisait aux visages et aux corps des acteurs », a-t-elle déclaré.

### Affaire Harvey Weinstein
En octobre 2017, Argento a révélé que la scène dans laquelle le producteur tente d'agresser la protagoniste est inspirée par l'agression sexuelle dont elle aurait été victime de la part d'Harvey Weinstein, sauf que « dans le film [...] je me suis enfuie » selon Argento,,.

## Accueil et postérité
La réalisatrice a reçu le prix du meilleur espoir au Festival du film de Brooklyn (en).
On peut voir une cassette vidéo du film sur une étagère derrière le comptoir d'un magasin de location de vidéos dans le téléfilm Vous aimez Hitchcock ? de Dario Argento.